# La Cadière-et-Cambo
La Cadière-et-Cambo este o comună în departamentul Gard din sudul Franței. În 2009 avea o populație de 202 de locuitori.

## Evoluția populației
| An        | 1975 | 1982 | 1990 | 1999 | 2006 | 2009 |
| --------- | ---- | ---- | ---- | ---- | ---- | ---- |
| Populație | 127  | 151  | 163  | 183  | 197  | 202  |